# Franco Alfano
Franco Alfano (* 8 martie 1875 Posillipo lîngă Napoli, † 27 octombrie 1954 San Remo) a fost un compozitor italian.